# Puig Xaliet
El Puig Xaliet és un turó de 80 metres al municipi de Sant Jordi Desvalls, a la comarca del Gironès.